# Логика
Логиката е наука за формално-валидните умозаключения. Днес тя се изгражда най-често или като теория за логическата истина, или като теория за логическата импликация, за да се изследва кога една теза (извод, заключение) следва логически от дадени хипотези (предпоставки).

## История
Логиката е създадена като самостоятелна дисциплина от Аристотел в съчинението му Първа аналитика (гр. Аναλυτικα προτερα) – под формата на т.нар. силогистика. По-нататък в традицията освен учението за умозаключението (силогизма) към логиката се причисляват още две поддисциплини – логика на понятието и логика на съждението. С оглед на триадата „понятие-съждение-умозаключение“ (лат. „conceptus-iudicium-ratiocinatio“), в чиято основа според традиционната философия лежат трите основни действия на мисленето (operationes или actus intellectus; Имануел Кант: Handlungen des Verstandes), а именно тези на просто схващане или представяне (на предмети чрез понятия), на отсъждане (че определено свойство е присъщо или не е присъщо на един или група предмети) и на извличане на извод (че едно положение на нещата следва с необходимост да се приеме за факт въз основа на дадено допускане), логиката се определя като „учение за правилното мислене“.
В модерната формална логика (наричана понякога също символна логика или математическа логика, а по-рано и логистика), за чието възникване основен принос има немският логик Готлоб Фреге (годината на излизането на неговото съчинение Понятопис (нем. Begriffsschrift) – 1879 година – се приема днес за рождена дата на модерната логика), се осъществява едно възвръщане към схващането за централното място на умозаключението в логиката.
Днес логиката до голяма степен е еманципирана от философията и бива разработвана като самостоятелна научна област (в чието изследване немалка роля играят математиците, като дори с името „математическа логика“ започва да се нарича дял от математиката, в който вместо числа, функции, геометрически фигури и т.н. се разглеждат класове, релации, комбинации от символи и т.н.). От философска гледна точка важна разлика между традиционната и модерната логика е преориентацията на логиката от анализ на мисленето към анализ на езика.

## Модерната логика
С оглед на систематизирането на логическите „частици“ (т.нар. „логически константи“), на чието значение може да се основава логическият извод, а именно на езикови изрази от типа на „не“ (отрицание „¬“), „и“ (конюнкция „∧“), „или“ (дизюнкция „∨“), „ако—то“ (импликация „→“), с които от прости (сингуларни) изказвания (атомарни пропозиции), т.е. изказвания, които се състоят само от един генерален термин (предикат) („F“, „G“, „H“, ...) и един или повече сингуларни термини (субекти) („a“, „b“, „c“, ...) (напр. със символи: „F(a)“, „R(a,b)“, където „F“ е едноместен предикат, а „R“ – двуместен предикат и съотв. релационен израз; с метаезикови думи: „предметът a има свойството F“, „предметът a се намира в отношението R спрямо предмета b“), се съставят нови комплексни изказвания (молекулярни пропозиции) (напр. със символи: „F(a) → R(a,b)“; с метаезикови думи: „ако предметът а има свойството F, то той се намира в отношението R спрямо предмета b“), или на частици от типа на „всеки“ („∀x“; съотв. „всяко нещо, което...“), „някой“ („∃x“; съотв. „има (поне едно) нещо, което...“), с които от (прости) сингуларни изказвания – чрез извличане на предикати (със символи: „F(x)“; съотв. „(...) е F“) – се образуват нови генерализирани изказвания (със символи: „∃хF(x)“; съотв. „има (поне едно) нещо, което е F“), съвременната логика се подразделя на две основни поддисциплини: пропозиционална логика и предикатна логика.
Пример за пропозиционално-логически валидно умозаключение е: ако са истинни предпоставките „р“ и „р → q“, то с необходимост следва истината на „q“ (символите „p“, „q“, „r“... се използват в пропозиционалната логика като пропозиционални променливи, защото в случая не е важна „вътрешната“ структура на тези изказвания, т.е. те се разглеждат като атомарни пропозиции) (напр. ако е истинно, че улиците са мокри при условие, че вали дъжд („р → q“), и сега вали дъжд („р“), то можем да заключим, че улиците са мокри („q“)). Пример за предикатно-логически валидно умозаключение е: ако са истинни предпоставките „F(a)“ и „∀x[F(x) → G(x)]“, то с необходимост следва истината на „G(a)“ (напр. ако е истинно, че всички хора са смъртни („∀x[F(x) → G(x)]“) и Сократ е човек („F(a)“), то можем да заключим, че Сократ е смъртен („G(a)“)).

## Логически оператори
Пропозиционалната логика и предикатната логика не са независими помежду си. Втората предполага първата и я включва в себе си като свой дял. В този смисъл пропозиционалната логика е най-простата и базисна логическа дисциплина. Нещо повече, дори самите предикатно-логическите оператори, т.нар. квантори („∀x“, „∃x“) се дефинират с помощта на пропозиционално-логически оператори, т.нар. конектори или юнктори (отрицание „¬“, конюнкция „∧“, дизюнкция „∨“). Така кванторът за всеобщност („∀x“) се въвежда като „обобщена“ конюнкция (обобщено „и“), а кванторът за съществуване („∃x“) – като „обобщена“ дизюнкция (обобщено „или“):
∀xF(x) ⇔ F(а1) ∧ F(а2) ∧ F(а3) ∧ … ∧ F(аn)
(Всяко нещо е F тогава и само тогава, когато а1 е F и а2 е F, и а3 е F, и ..., и аn е F)
∃xF(x) ⇔ F(а1) ∨ F(а2) ∨ F(а3) ∨ … ∨ F(аn)
„Има (поне едно) нещо, което е F, тогава и само тогава, когато а1 е F или а2 е F, или а3 е F, или ..., или аn е F).
От тези дефиниции се вижда, че когато областта на предметите а1, а2, а3, ..., аn е безкрайна, то и кванторите трябва да се разглеждат като „безкрайна“ конюнкция (кванторът за всеобщност) и съотв. „безкрайна“ дизюнкция (кванторът за съществуване). Тогава обаче универсалните изказвания (т.е. изказванията с форма „всяко нещо, което...“) няма да са доказателствено-, а само опровержително-определени, докато, обратно, екзистенциалните изказвания (т.е. изказванията с форма „има (поне едно) нещо, което...“) ще са само доказателствено-, но не и опровержително-определени.
Зависимостта между пропозиционално-логическите оператори конюнкция и дизюнкция, от една страна, и кванторите, от друга страна, се вижда и по съответствието, което е налице между отрицанията на конюнкцията и дизюнкцията (т.нар. закони на Де Морган) и отрицанията на кванторите:
¬(р ∧ q) ⇔ ¬р ∨ ¬q
¬∀xF(x) ⇔ ∃x¬F(x)
¬[F(а1) ∧ F(а2) ∧ F(а3) ∧ … ∧ F(аn)] ⇔ ¬F(а1) ∨ ¬F(а2) ∨ ¬F(а3) ∨ … ∨ ¬F(аn).
Съответното важи и за отрицанието на дизюнкцията и отрицанието на квантора за съществуване:
¬(р ∨ q) ⇔ ¬р ∧ ¬q
¬∃xF(x) ⇔ ∀x¬F(x)
¬[F(а1) ∨ F(а2) ∨ F(а3) ∨ … ∨ F(аn)] ⇔ ¬F(а1) ∧ ¬F(а2) ∧ ¬F(а3) ∧ … ∧ ¬F(аn).
Разбира се, същите зависимости са налице и при дефинирането на квантора за съществуване с помощта на квантора за всеобщност и отрицанието и съответно – на дизюнкцията с помощта на конюнкцията и отрицанието, както и, обратното, при дефинирането на квантора за всеобщност с помощта на квантора за съществуване и отрицанието и съответно – на конюнкцията с помощта на дизюнкцията и отрицанието:
∃xF(x) ⇔ ¬∀x¬F(x)
р ∨ q ⇔ ¬(¬р ∧ ¬q)
∀xF(x) ⇔ ¬∃x¬F(x)
р ∧ q ⇔ ¬(¬р ∨ ¬q).

## Диалектическа логика
Теория във философията на Хегел, която следва да допълни формалната логика с описанието на законите на една по-висша – „диалектическа“ – рационалност. Исторически диалектическата логика е вдъхновена от идеята на Кант за една трансцендентална логика – а именно за една логическа теория, която за разликата от формалната логика не само тематизира формите на мисленето, но и показва логическите закономерности при конструирането на предмета на мисленето и познанието. В този смисъл тя обръща внимание на определени, така да се каже, „съдържателни“ аспекти на мисленето, които обаче не се интерпретират като емпирични, т.е. като зависещи от конкретното опитно познание, а като априорни, т.е. като засягащи мисловната конструкция на предмети изобщо. След възникването на модерната логика тези опити за разширение на областта на логическото се разглеждат като анахронични. В тях логическите въпроси не стоят на собствени крака, а са нещо като допълнение към определени философски възгледи, които по същество предпоставят характерния за Новото време обрат към субекта. Ето защо обратът към езика в съвременната философия, който идва на мястото на Картезианската парадигма (на мястото на ориентацията към субекта), лишава диалектическата логика от нейните философски основи. Само в съветското политическо пространство, където марксизмът е интерпретиран като държавна идеология, а както е известно Маркс е бил повлиян от Хегел, макар и да реинтерпретира неговия диалектически идеализъм като диалектическия материализъм, диалектическата логика се преподава догматично като важна логическа теория.

## Избрана литература
Истории на логиката:
- Bocheński, J. M.: Formale Logik. Freiburg / München, 1956 (51996).
- Kneale, W. / Kneale, M.: The Development of Logic. Oxford, 1962 (41984).
- Куно Фишер. История на логиката. – Философски алтернативи, 2011, № 1,

Класически съчинения:
- Аристотел: Органон. Част I. София, 2008. [Двуезично: старогръцки/български, прев. И. Христов].
- Frege, G.: Begriffsschrift, eine der arithmetischen nachgebildete Formelsprache des reinen Denkens. Halle a/S., 1879.
- Whitehead, A. N. / Russell, B.: Principia Mathematica. Vol. I. Cambridge, 1910.
- Фреге, Г.: Логически изследвания. София, 2001.[Двуезично: немски/български, прев. Т. Полименов].

Въведения в логиката:
- Quine, W. V. O.: Methods of Logic. New York / Chicago / San Francisco / Toronto, 1950 (42006).
- Gabriel, G.: Einführung in die Logik. Jena, 2005.
- Wagner, P.: La logique. Paris, 2007.
- Латинов, Евгени. Логика [електронен учебник]

Въведения във философския анализ на основите на логиката:
- Kamlah, W. / Lorenzen, P.: Logische Propädeutik. Vorschule des vernünftigen Redens. Stuttgart / Weimar 31996.
- Tugendhat, E. / Wolf, U.: Logisch-semantische Propädeutik. Stuttgart 1983 (21993).
- Полименов, Т.: Истина и смисъл. Категории на логическия анализ на езика. София: Университетско издателство „Св. Климент Охридски“, 2018.

Енциклопедия с акцент върху логическите теми и понятия:
- Mittelstraß, J. (ed.): Enzyklopädie Philosophie und Wissenschaftstheorie. 4 Bde. 1980 – 1996 (22004).